# Heteropterinae
Sous-famille
Les Heteropterinae sont une sous-famille de lépidoptères (papillons) de la famille des Hesperiidae.

## Dénomination
Le nom de Heteropterinae a été donné par Per Olof Christopher Aurivillius en 1925.
En anglais ce sont les Grass Skippers et aux USA les Different-winged Skippers.

## Liste des genres
- Apostictopterus Leech, 1893.
- Argopteron Watson, 1893.
- Barca de Nicéville, 1902.
- Butleria Kirby, 1871.
- Carterocephalus Lederer, 1852.
- Dalla Mabille, 1904.
- Dardarina Evans, 1937.
- Freemaniana Warren, 2001.
- Heteropterus Duméril, 1806.
- Hovala Evans, 1937.
- Lepella Evans, 1937.
- Leptalina Mabille, 1904.
- Metisella Hemming, 1934.
- Piruna Evans, 1955.
- Tsitana Evans, 1937.